# リサ・ラフラム
リサ・ラフラムOC OOnt（英：Lisa LaFlamme、1964年7月25日 - ）はカナダのテレビジャーナリストで、以前は『CTVナショナルニュース』のチーフアンカー兼上級編集長だった。2011年9月5日にこの役職のロイド・ロバートソンの後任となった。以前は、『CTVナショナルニュース』のニュース国際特派員及び代理アンカーを務めていた。2022年8月、CTVは、番組を「別の方向」に進めるという「ビジネス上の決定」により、ラフラムの契約を終了すると発表した。
CTVを離れた後、ロジャーズ・メディアは2022年9月9日、CityNewsでエリザベス2世の死去と国葬を報道する特別特派員として雇ったと発表した。

## 幼少期
カナダ・オンタリオ州キッチナーで、デイビッド・ラフラム（David LaFlamme）とキャスリーン・ラフラム（Kathleen LaFlamme）の間に生まれた。セント・メアリーズ高校を卒業し、その後オタワ大学を卒業した。

## キャリア
1989年にCTVのキッチナー系列局CKCOでコピーライター及びスクリプトアシスタントとしてキャリアをスタートさせた。1997年にアンカーに就任した。過去の役職には、2001年から2003年までの『カナダAM』の共同ホスト、議会担当リポーター、CTV NEWSNET（現：CTVニュースチャンネル）などがある。

### CTVナショナルニュース
2003年に『CTVナショナルニュース』に海外特派員として、またロイド・ロバートソンのバックアップアンカーとして参加した。ラフラムは、2001年9月11日のアメリカ同時多発テロとその後のイラク戦争、アフガニスタン戦争、カイロの「アラブの春」、ハリケーン・カトリーナ、2010年のハイチ地震、2005年のローマ教皇ヨハネ・パウロ2世の死去、2013年のローマ教皇フランシスコの選出など多くの国際的な出来事や紛争を報道した。1997年以降の全てのカナダ連邦選挙、2006年以降の全てのオリンピック、最近では2008年北京夏季オリンピックと2012年ロンドン夏季オリンピックを取材してきた。また、ロンドンからは、2012年のエリザベス2世のダイヤモンド・ジュビリー、エリザベス2世のプラチナ・ジュビリー、ウィリアム王子とキャサリン・ミドルトン、ヘンリー王子とメーガン・マークルのロイヤル・ウェディングを取材した。
ラフラムは、元首相のポール・マーティン、ジャン・クレティエン、ブライアン・マルルーニー、スティーヴン・ハーパーと妻のローリーン・ハーパー、現首相のジャスティン・トルドーと母のマーガレット・トルドー、アンドリュー王子、ヨーク公爵夫人、ヘンリー王子などのカナダ王室のメンバーなど、トロントのインヴィクタス・ゲームやロンドンオリンピックの時、そしてポール・マッカートニーのような海外の有名人も同様に、多くのカナダの人物にインタビューした。ボリス・ジョンソン（当時：ロンドン市長、現：イギリス首相）、コンラッド・ブラック（元実業家）、コリン・パウエル、ビル・クリントン、トニー・ブレア、ベンジャミン・ネタニヤフ、ジョン・ケリー、アレックス・トレベックなどにもインタビューした。
2011年9月にロバートソンが引退した後、彼の代わりに唯一のアンカーに昇進した。2022年6月、CTVの親会社であるベル・メディアから契約が更新されず、アンカーとしてオマール・サチェディナに取って代わられると通知された。

### 解任
2022年8月15日、Twitterにビデオを投稿し、契約が終了したことを説明し、ベル・メディアの決定に「盲目的」だったと述べた。カナダランドのジェシー・ブラウンによると、ラフラムはベル・メディア副社長であるマイケル・メリング（Michael Melling）によって追放され、2人は、ウクライナとロシアの紛争を報道するための予算をめぐって意見の相違があったようである。内部情報筋によると、メリングが決定を下す一方で、コンテンツ開発及びニュース担当上級副社長のカリーヌ・モーゼス（Karine Moses）、ベル・メディア社長のウェイド・オースターマン、BCEとベル・カナダ社長兼CEOのミルコ・ビビックから承認を得た。ビビックは後に、「私たちは、視聴行動が劇的に変化し、従来の放送が世界中で深刻なストレスにさらされている岐路に立っている。視聴率の低下とグローバルなオンラインプラットフォームの環境では、従来の放送に頼り続けることはできない。視聴者がニュースを得るために23:00まで待つ時代は終わった。変化に抵抗する人もいるかもしれないが、それは必要であり、私たちはこれに立ち向かわなければならない。CTVの全国ニュースチームは、共通の戦略に専念し、統合された整合的な基盤で作業する必要があり、ベル・メディアは、ニュースが消費される全てのプラットフォームで必要なリソースをジャーナリストに提供する必要がある」と述べた。他の変更の中でも特に、この再編成は、ニュース放送記事が最初に『CTVナショナルニュース』で取り上げられなくなり、代わりにCTVニュースウェブサイトで公開されることを意味する。さらに、ラフラムは、「現在の市場レートよりもはるかに多く支払う従来の契約を結んでいた」ため、ベル・カナダでのコスト削減を提唱する人々の標的になった可能性がある 。
モーゼスは、ラフラムには「適切なオンエア見送り」を行う機会が与えられたが、「大衆にさよならを言わないことを選んだ」と述べ、さらにラフラムは「戻ってきて多くのことをするための多くのオプションを提供されたが、彼女は断った。私はそれを尊重した」と述べた。自身のTwitterによる辞任の発表は「迅速、冷静、計算高い」と見なされ、CTVの元同僚の中には、ラフラムとシニアプロデューサーのロサ・ファン（Rosa Hwang）が有毒な職場環境を作り出したと指摘したものもあった。さらに、ベル幹部の間でのラフラムの地位は、パトリック・ブラウンが最近和解したばかりのCTVに対して名誉毀損訴訟を起こしたため、パトリック・ブラウンがオンタリオ進歩保守党（PC）党首を辞任する原因となった誤った報道のために低下した可能性が高い。
「ガーディアン」特派員のレイランド・チェッコ（Leyland Cecco）は、公開討論における女性蔑視、性差別、年齢差別、「ラフラムの解雇に対する怒り」の告発について報じた。ベル・メディアは、「独立した第三者による社内の職場調査を開始するための措置を講じる」という声明を発表した。「グローブ・アンド・メール」のロビン・ドゥーリトルは、「CTVの上級職員」が、「メリング氏が『リサの髪を白髪にする』という決定を承認したのは誰かと尋ねた会議を目撃した。ラフラムさんの髪の色の問題は、ある日のセットで、スタジオの照明で紫の色合いを帯びていることに気付いたときに再び話題になった」と語ったと主張している。キャロル・オフ（Carol Off）とメリッサ・フォン（Melissa Fung）は、ラフラムの解雇は性差別の一例であると主張している。同年8月26日、メリングは「家族と過ごす」ために休暇を取った。BCE株式会社の最高経営責任者であるミルコ・ビビックは、CTVの説明に反論し、休暇は「現在進行中の職場調査の結果待ち」であると述べた。CTVのニュースルーム内のジャーナリストは、ビビック、BCEの取締役会、及び社長に「メリング氏のリーダーシップに対する信頼の欠如」、ラフラムの解任に対する「深刻な懸念」、「過去8ヶ月にわたってCTVで発展してきた有毒な職場文化」を表明する書簡を発行した。
8月25日、レストランチェーンのウェンディーズのカナダ支社は、ラフラムを支持して、女の子のマスコットの髪を赤から灰色に変更した。ダヴ・カナダは、ラフラムについて明示的に言及していなかったが、白髪の女性を支援するために写真をグレースケールにするようフォロワーに促し、インクルーシブな職場のための組織であるカタリストに10万ドルの寄付を発表した。スポーツ・イラストレイテッド・スイムスーツのTwitterアカウントは、やはり白髪のメイ・マスク号の表紙をリツイートし、ダヴのキャンペーンへの支持を表明した。

### CityNews
2022年9月9日、ロジャーズ・メディアは、エリザベス2世女王の死去と女王の遺産を報道する特別特派員として雇ったと発表した。ラフラムはロンドンからCityNewsとそのプラットフォーム向けにリポートする。

### タイムライン
- 1988年：CKCO（英語版）にコピーライター兼スクリプトアシスタントとして入社[10]
- 1989年 - 1999年：CFCA/AM109（英語版）ラジオニュースリポーター
- 1991年 - 1997年：CKCOリポーター兼アンカー
- 1997年 - 1998年：CTV NEWS NET（英語版）週末アンカー・リポーター
- 1997年 - 1998年：CTVニュース消費者担当リポーター
- 1998年 - 2000年：CTV Newsnet（現：CTVニュースチャンネル）のプライムニュースアンカー
- 2000年 - 2001年：CTVニュース議会担当記者
- 2001年 - 2003年：『カナダAM』共同ホスト
- 2003年 - 2010年：『CTVナショナルニュース・ウィズ・ロイド・ロバートソン（CTV National News with Lloyd Robertson）』国務担当記者
- 2010年：ロイド・ロバートソンの後任として、『CTVナショナルニュース』の常勤アンカーに任命[10]
- 2011年 - 2022年： 『CTVナショナルニュース・ウィズ・リサ・ラフラム（CTV National News with Lisa LaFlamme）』チーフアンカー兼上級編集長[19]
- 2022年 - 現在：CityNews特別特派員[36]

## ボランティア活動
2019年6月のCTVニュースリポートは、ラフラムによって行われた人道的活動を詳述した：
ラフラムは、ジャーナリスト・フォー・ヒューマン・ライツ（JHR）のボランティア活動を行っており、この組織と共にコンゴ民主共和国を訪れ、若いジャーナリストの指導と訓練を行ってきた。彼女は、適格なCTVニューススタッフジャーナリストが世界中のJHRミッションに参加できるようにするプログラムを擁護してきた。ラフラムはプラン・インターナショナルの大使でもあり、子供の権利を促進するために僻地を訪れており、また、アフガニスタンの女性とその家族のための教育と教育の機会を促進するために活動する、アフガニスタンの女性のためのカナダ人女性のボランティア活動を行っている。

## 賞
ラフラムは、ベスト・ニュース・アンカー（Best News Anchor）部門でジェミニ賞に5回ノミネートされ、RTDNA賞もいくつか受賞しており、また、1999年のカナダ・ケーブル・テレビジョン協会（Canadian Cable Television Association）のギャラクシー賞（Galaxi Award）も受賞している。
2014年3月、『CTVナショナルニュース』の「ベスト・ナショナル・ニュースキャスト（Best National Newscast）」及び「ベスト・ニュース・アンカー（Best News Anchor）」のカナダ・スクリーン・アワードを受賞した。2016年、オンタリオ勲章のメンバーになった。2019年、カナダ勲章の役員に任命された。
2019年6月下旬、カナダ勲章（OC）に任命された83人のカナダ人のうちの1人であるとの発表があった。ニュース報道によると、この栄誉は「ジャーナリズムとニュース放送への貢献、並びに人権の支援と促進に対してラフラムを表彰する」と述べられている。
ラフラムの名誉学位には、ウィンザー大学（2018年）、オタワ大学（2014年）、ウィルフリッド・ローリエ大学（2006年）などがある。